# Universidade Regional de Blumenau
A Universidade Regional de Blumenau (FURB) é uma instituição pública municipal de ensino superior localizada na cidade de Blumenau, em Santa Catarina, e constitui-se em uma das universidades da região do Vale do Itajaí.
A fundação da Universidade Regional de Blumenau deu seus primeiros passos em 5 de março de 1964, com a promulgação da lei que criou a Faculdade de Ciências Econômicas de Blumenau, cuja aula inaugural aconteceu em 2 de maio daquele ano. Em 20 de dezembro de 1967 foi instituída a Fundação Universitária de Blumenau (FUB) e, na mesma ocasião, foram criadas as Faculdades de Filosofia, Ciências e Letras de Blumenau e a de Ciências Jurídicas de Blumenau. Posteriormente, a Lei Municipal Nº 1557 de 254 de dezembro de 1968 instituiu a fundação que passou a congregar as diversas faculdades. Em 1969, foram inaugurados os três primeiros blocos da sede própria, atual campus I.
Reconhecida como universidade em 13 de fevereiro de 1986, pela Portaria Ministerial Nº 117, a FURB é uma autarquia municipal e conta com programas de pesquisa e extensão, e uma das maiores bibliotecas da Região Sul do Brasil, com um acervo de mais de 400.000 volumes Atualmente mantida pela Fundação Universidade Regional de Blumenau, conta com 49 cursos de graduação — Comunicação Social/Publicidade e Propaganda foi o primeiro curso superior de publicidade e propaganda de Santa Catarina, criado em 1991; o Ministro de Estado da Educação e do Desporto reconheceu o curso em 24 de janeiro de 1996.
Há também 12 cursos de especialização (lato-sensu), 11 mestrados próprios, 3 cursos de doutorado e aproximadamente 10 mil alunos, em diversos níveis de ensino. A fundação mantém ainda a Escola Técnica do Vale do Itajaí (ETEVI) e o Núcleo de Rádio e Televisão Educativa Vale do Itajaí (NRTV), que envolve a FURB TV (afiliada ao Canal Futura) e a Rádio FURB FM.